# Слънчев часовник (Варна)
Слънчевият часовник е скулптура, разположена в Морската градина на Варна, изобразяваща излитащ лебед, който още от древността се е считал като символ на Слънцето, мъдростта, щедростта и чистотата.
Идеята за скулптурата е създадена през 1974 г. от скулптора Иван Ковачев. През 1977 г. вече изграденият макет е поставен на главния вход на Морската градина.